# 三浦贞盛
三浦貞盛（?—1568年3月17日）是日本战国时代的武将，出身于美作三浦氏。
貞盛为美作国武将三浦貞国的三子，在父亲貞国死后成为兄长貞久的家臣，在兄长死后又成为兄长貞久之子三浦贞胜的家臣。在永禄七年十二月十五日（1565年1月17日），贞胜被三村家亲逼迫自杀，本城高田城陷落。在此之后，貞盛便一直为复兴本家而努力。永禄九年（1566年）二月，在三村家亲被宇喜多直家暗杀后，贞盛被三浦氏家臣团拥立成为新当主，并夺回高田城。
但仅仅过去了两年，在永禄十一年（1568年）二月十九日，高田城被中国大名毛利元就围攻陷落，贞盛战死。三浦氏再度失去了领地，直到元龟元年（1570年），才在山中幸盛等人的支援下夺回领地。

## 脚注
1. 1 2 3 4  今井尭等人編 1984，第349頁.
2. ↑  今井尭ほか編 1984，第349頁.
3. ↑  . 戦国武将列伝Ω 1100記事. 2018-05-14  [2020-02-25]. （原始内容存档于2020-08-20）.
4. ↑  . （原始内容存档于2019-04-22）.
5. ↑  『香川家文書』『下岩牧家文書』
6. ↑  『森脇覚書』